# Блищановка
Блищановка (укр. Блищанівка) — село в Дунаевецком районе Хмельницкой области Украины.
Население по переписи 2001 года составляло 512 человек. Почтовый индекс — 32454. Телефонный код — 3858. Занимает площадь 1,851 км². Код КОАТУУ — 6821886202.

## Местный совет
32454, Хмельницкая обл., Дунаевецкий р-н, с. Михайловка